# Burlingame Dragons FC
El Burlingame Dragons FC fue un equipo de fútbol de los Estados Unidos que jugó en la USL Premier Development League, la cuarta liga de fútbol en importancia en el país.

## Historia
Fue fundado en el año 2014 en la ciudad de Burlingame, California por Nick Swinmurn fundador de la compañía de Internet Zappos.com y un grupo minoritario compuesto por el equipo de la NBA Golden State Warriors y el jefe financiero de las compañías Facebook y Genentech David Ebersman.
El club cuenta con un contrato de afiliación con el San Jose Earthquakes de la MLS, con lo que el 9 de diciembre de 2014 se hizo oficial que el club tomaría el lugar del San Jose Earthquakes II en la USL Premier Development League para la temporada 2015.
En 2017 jugó su última temporada ya que abandonó la liga y cerro operaciones.